# Donja Meka Gruda
Donja Meka Gruda (cyr. Доња Мека Груда) – wieś w Bośni i Hercegowinie, w Republice Serbskiej, w gminie Bileća. W 2013 roku liczyła 86 mieszkańców.